# Jérémy Hodara
Jérémy Hodara est un entrepreneur de commerce en ligne. Il commence sa carrière professionnelle en 2006 chez McKinsey & Company de 2006 à 2012, où il s'est spécialisé dans le conseil en commerce de détail et le commerce en ligne en France, en Inde et aux États-Unis. Il a obtenu une maîtrise en gestion d'entreprise de l'école de gestion HEC Paris.
Hodara cofonde l'entreprise Jumia en 2012 avec Sacha Poignonnec, et impose l'entreprise comme acteur majeur du commerce en ligne sur le continent africain,. 

## Biographie
Jérémy Hodara est né en 1981 à Paris, en France. Il étudie plus tard dans sa jeunesse au lycée Pasteur de Neuilly-sur-Seine où il devient titulaire d'un baccalauréat scientifique en 1998. Après une classe préparatoire aux grandes écoles à l'Institut privé de préparation aux études supérieures, il intègre l'École des hautes études commerciales de Paris dont il sort diplômé en 2005.
En 2006, Hodara devient consultant chez le cabinet de conseil McKinsey & Company jusqu'en 2012.
C'est en 2012 que Hodara cofonde l'entreprise Jumia avec Sacha Poignonnec, et impose l'entreprise comme acteur majeur du commerce en ligne sur le continent africain,.  L'entreprise, qui emploie 3 000 personnes, n'est pas encore à l'équilibre mais devrait atteindre le milliard de volume d'affaires en 2019 (sommes des ventes réalisées sur la plateforme).